# Villanova Wildcats
Villanova Wildcats – nazwa drużyn sportowych Villanova University w Filadelfii, biorących udział w akademickich rozgrywkach w Big East Conference oraz Colonial Athletic Association (futbol amerykański), organizowanych przez National Collegiate Athletic Association. 

## Sekcje sportowe uczelni
| Mężczyźni - baseball - bieg przełajowy (4) - futbol amerykański (1): 2009 - golf - koszykówka (3): 1985, 2016, 2018 - lacrosse - lekkoatletyka - piłka nożna - pływanie - tenis | Kobiety - bieg przełajowy (9) - hokej na trawie - koszykówka - lacrosse - lekkoatletyka (1) w hali - piłka nożna - siatkówka - piłka wodna - pływanie - softball - tenis (1) - wioślarstwo |

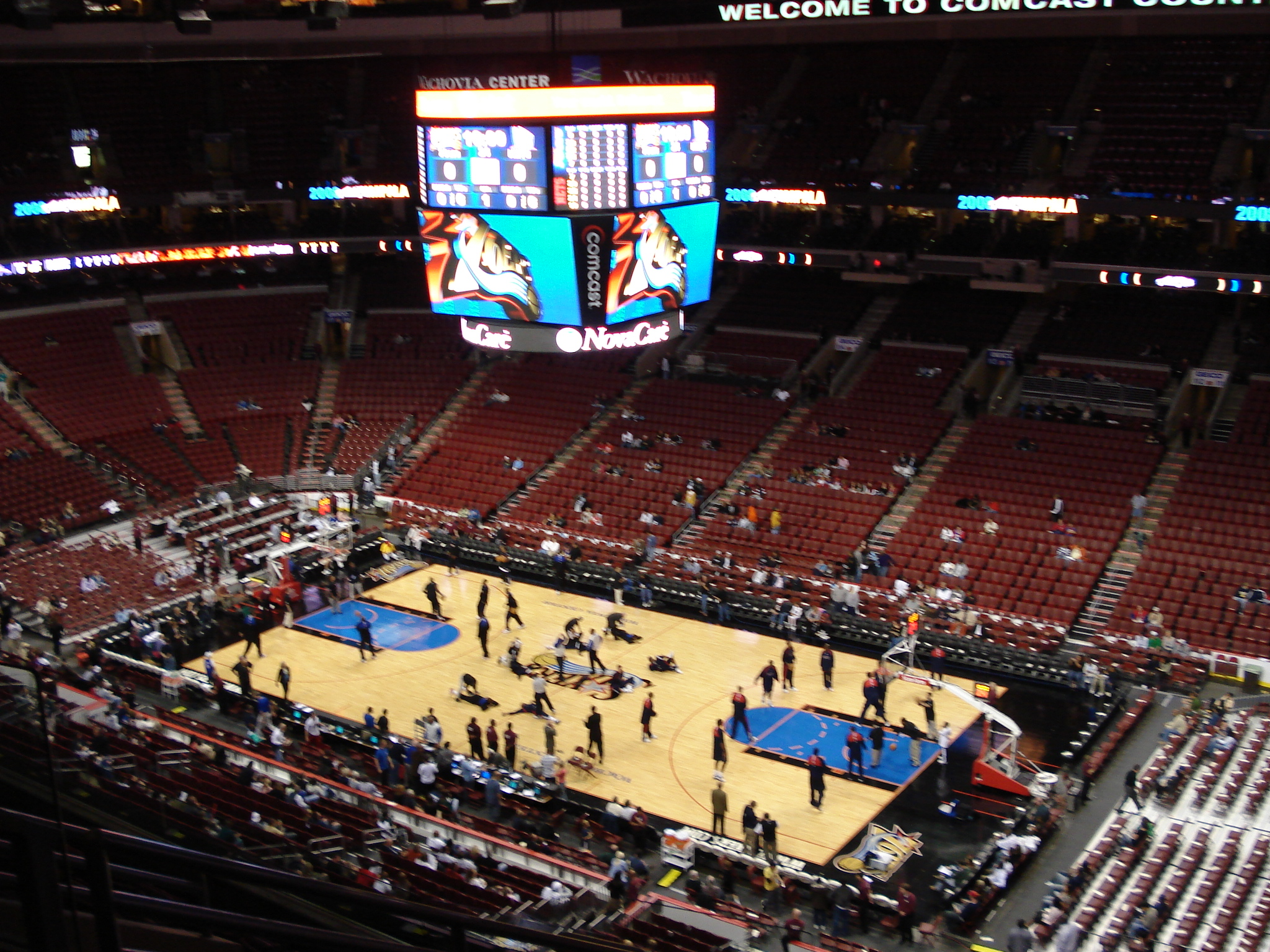
Wells Fargo Center.

W nawiasie podano liczbę tytułów mistrzowskich NCAA (stan na 5 kwietnia 2016)

## Obiekty sportowe
- Villanova Stadium – stadion wielofunkcyjny o pojemności 12 500 miejsc, na którym rozgrywane są mecze futbolu amerykańskiego, lacrosse, hokeja na trawie i zawody lekkoatletyczne[6]
- Wells Fargo Center – hala sportowa o pojemności 21 600 miejsc, w której odbywają się mecze koszykówki, siatkówki, zawody w zapasach oraz gimnastyczne[7]
- The Jake Nevin Field House – hala sportowa, w której rozgrywane są mecze siatkówki[8]
- Higgins Soccer Complex – stadion piłkarski[9]
- Villanova Ballpark At Plymouth – stadion baseballowy[10]
- Villanova Softball Complex – stadion softballowy[11]
- Villanova Tennis Complex – korty tenisowe[12]
- The Villanova Swim Complex – hala sportowa z pływalnią[13]